# إدوارد واربورتون جونز
إدوارد واربورتون جونز (بالإنجليزية: Edward Warburton Jones)‏ هو قاضي ومحامي وسياسي بريطاني (وحمل سابقاً جنسية المملكة المتحدة لبريطانيا العظمى وأيرلندا)، ولد في 3 يوليو 1912، وتوفي في 18 مارس 1993. انتخب عضو برلمان أيرلندا الشمالية وانتخب عضو مجلس الشورى البريطاني.